# Premio Jabuti de Literatura
El Premio Jabuti, ideado por Edgard Cavalheiro cuando presidía la Cámara Brasileña del Libro, comenzó en 1959. En la actualidad es, junto con el Premio Machado de Assis, uno de los dos más importantes premios literarios de Brasil.
Desde la primera premiación, el Jabuti se fue justipreciando, y a lo largo de los años, ganó nuevas categorías. Hoy contempla desde novelas a libros didácticos, de ilustraciones, a proyectos gráficos.
Entre los diversos ganadores del premio están Moacyr Scliar, Rachel de Queiroz, Carlos Heitor Cony, Chico Buarque, Gilberto Dimenstein, Carlos Drummond de Andrade, Flávio Moreira da Costa, Lygia Fagundes Telles y otros.

## Los primeros ganadores del Jabuti (1959)
- Jorge Amado, Novela
- Jorge Medauar, Cuentos/crónicas/novelas
- Asoc. Geog. Bras.(SESC Pompéia de Sao Paulo), Estudios literarios (Ensayos)
- Mário da Silva Brito, Historia literaria
- Renato Sêneca Fleury, Literatura infantil
- Isa Silveira Leal, Literatura juvenil
- Carlos Bastos, Ilustraciones
- Aldemir Martins, Tapista

## 1960
- Marques Rebelo, Romance
- Dalton Trevisan, Cuentos/crónicas/novelas
- Ricardo Ramos, Cuentos/crónicas/novelas
- Sosigenes Costa, Poesía
- Paulo Cavalcanti, Estudios literarios (Ensayos)
- Antônio Cândido, Historia literaria
- Arnaldo Magalhães de Giacomo, Literatura infantil
- Oswaldo Storni, Ilustraciones
- Eugênio Hirsch, Tapista

## 1961
- Maria de Lourdes Teixeira, Romance
- Clarice Lispector, Cuentos/crónicas/novelas
- Olímpio de Sousa Andrade, Estudios literarios (Ensayos)
- Cassiano Ricardo, Poesía
- Otto Maria Carpeaux, Historia literaria
- Breno Silveira, Traducciones de obra literaria
- Francisco de Barros Júnior, Literatura infantil
- Frank Schaeffer, Ilustraciones
- Clóvis Graciano, Tapista

## 1962
- Osório Alves de Castro, Romance
- Ricardo Ramos, Cuentos/crónicas/novelas
- Péricles da Silva Pinheiro, Poesía
- Mário da Silva Brito, Poesía
- Lenita Miranda de Figueiredo, Literatura adulta (autor revelación)
- Nair Lacerda, Traducción de obra literaria
- Jannat Moutinho Ribeiro, Literatura infantil
- Isa Silveira Leal, Literatura juvenil
- Darcy Penteado, Ilustraciones

## 1963
- Marques Rebelo, Romance
- Julieta de Godoy Ladeira, Cuentos/crónicas/novelas
- Mário Chamie, Poesía
- Mário Graciotti, Estudios literarios (Ensayos)
- Jacob Penteado, Biografía o memorias
- José Aderaldo Castelo, Historia literaria
- Jorge Mautner, Literatura adulta (autor revelación)
- Cecília Meireles, Traducción de obra literaria
- Elos Sand, Literatura infantil
- Vicente Di Grado, Tapista

## 1964
- Francisco Marins, Romance
- João Antônio, Cuentos/crónicas/novelas
- Herman Lima, Poesía
- Cecília Meireles, Poesía
- Otto Maria Carpeaux, Historia literaria
- João Antônio, Literatura adulta (autor revelación)
- Maria José Dupré, Literatura infantil
- Florestan Fernandes, Ciencias humanas (excepto letras)
- Oswaldo Sangiorgi, Ciencias exactas - Matemática
- Crodoaldo Pavan/Antônio Brito da Cunha/Maury Miranda, Ciencias naturales - Genética
- Percy Lau, Ilustraciones
- Ove Osterbye, Tapista

## 1965
- José Cândido de Carvalho, Romance
- Dalton Trevisan, Cuentos/crónicas/novelas
- Cassiano Ricardo, Poesía
- Antônio Cândido, Poesía
- Luis Martins, Biografía o memorias
- Wanda Myzielsky, Literatura infantil
- Valdemar Cavalcanti, Mejor crítica o noticia literaria
- Décio de Almeida Prado, Teatro
- Érico Veríssimo, Personalidad literaria del año
- Ove Osterbye, Tapista

## 1966
- Érico Veríssimo, Romance
- Lygia Fagundes Teles, Cuentos/crónicas/novelas
- Carlos Soulie do Amaral, Poesía
- Antônio Cândido, Estudios literarios (Ensayos)
- Raimundo de Menezes, Biografía o memorias
- Eugênia Sereno, Literatura adulta (autor revelación)
- Maurício Goulart, Literatura infantil
- Noêmia Graciano/Clóvis Graciano, Ilustraciones
- Apollo Silveira, Tapista
- Décio de Almeida Prado, Mejor crítica o noticia literaria
- Antônio Cândido, Personalidad literária do año

## 1967
- José Mauro de Vasconcelos, Romance
- Bernardo Élis, Cuentos/crónicas/novelas
- João Cabral de Melo Neto, Poesía
- Fernando Goes, Estudios literarios (Ensayos)
- Vicente de Paulo Vicente de Azevedo, Biografía o memorias
- Maria Geralda do Amaral, Autor revelación - Literatura adulta
- Maria Isaura Pereira de Queiroz, Ciencias humanas (excepto letras)
- Aylton Brandão Joly, Ciencias naturales Botánica
- Flávio Império, Ilustraciones
- Carlos Soulie do Amaral, Mejor crítica o noticia literaria
- Alceu Saldanha, Tapista
- Cândido Motta Filho, Personalidad literaria del año

## 1968
- Bernardo Élis, Romance
- Marcos Rey, Cuentos/crónicas/novelas
- Carlos Drummond de Andrade, Poesía
- Eugênio Gomes, Estudios literarios (Ensayo)
- Cândido Mota Filho, Biografía o memorias
- Herman Lima, Biografía o memorias
- Maria Helena Cardoso, Autor revelación - Literatura adulta
- Thales de Andrade, Literatura infantil
- Lúcia Machado de Almeida, Literatura juvenil
- Léo Gilson Ribeiro, Mejor crítica o noticia literaria diarios
- Guilherme de Almeida, Personalidad literaria del año

## 1969
- Ibiapaba Martins, Romance
- Maria Cecília Caldeira, Cuentos/crónicas/novelas
- Stella Carr, Poesía
- Péricles Eugênio da Silva Ramos, Estudios literarios (Ensayos)
- Jacob Penteado, Biografía o memorias
- Afonso Arinos de Melo Franco, Biografía o memorias
- Romeu Gomes Portão, Autor revelación - Literatura adulta
- Jannart Moutinho Ribeiro, Literatura infantil
- Isa Silveira Leal, Literatura juvenil
- Renée Lefrève, Ilustraciones
- José Geraldo Nogueira Moutinho, Mejor crítica o noticia literaria diarios
- Jayme Cortez y Nelson Palma Travassos, Tapista

## 1970
- Maria de Lourdes Teixeira, Romance
- Rubem Fonseca, Cuntos/crónicas/novelas
- Lupe Cotrim Garaude, Poesía (póstumo)
- Fábio Lucas, Estudios literarios (Ensayos)
- Raimundo Magalhães Júnior, Biografía o memorias
- Antônio Carlos Villaça, Autor revelación - Literatura adulta
- Rachel de Queiroz, Literatura infantil
- Rubens Borba de Moraes, Ciencias humanas (excepto letras)
- Paulo Nogueira Neto, Ciencias naturales
- José Fonseca Fernandes, Mejor crítica o noticia literaria diarios
- Gilberto Freyre, Personalidad literaria del año

## 1971
- Lenita Miranda de Figueiredo, Romance
- Ricardo Ramos, Cuentos/crónicas/novelas
- Dora Ferreira da Silva, Poesía
- Fausto Cunha, Estudios literarios (Ensayos)
- Vicente de Paulo Vicente de Azevedo, Biografía o memorias
- Olga Savary, Autor revelação - Literatura adulta
- Fernando Lopes de Almeida, Literatura infantil
- Rui Carlos Camargo Vieira, Ciencias exactas
- Manuel Vítor Filho, Ilustraciones
- Geraldo Galvão Ferraz, Mejor crítica o noticia literaria diarios
- Antônio Houaiss, Personalidad literaria del año

## 1972
- Luis Martins, Romance
- Holdemar Menezes, Cuentos/crónicas/novelas
- Geraldo Pinto Rodrigues, Poesía
- Murilo Melo Filho, Estudios literarios (Ensayo)
- Cândido Motta Filho, Biografía o memorias
- João Ubaldo Ribeiro, Autor revelación - Literatura adulta
- Camila Cerqueira César, Literatura infantil
- Lucília Junqueira de Almeida Prado, Literatura juvenil
- Torrieri Guimarães, Mejor crítica o noticia literaria diarios
- Péricles Eugênio da Silva Ramos, Personalidade literária do ano

## 1973
- Rubens Teixeira Scavone, Romance
- Luiz Vilela, Cuentos/crónicas/novelas
- Lêdo Ivo, Poesía
- Gilberto Freyre, Estudios literarios (Ensayo)
- Juarez Távora, Biografía o memorias
- Ana Maria Martins, Autor revelación - Literatura adulta
- Lygia Bojunga Nunes, Literatura infantil
- Rui Ribeiro Franco, Ciencias exactas
- Cândido Guinle de Paula, Mejor producción editorial
- Luiz Carlos Lisboa, Mejor crítica o noticia literaria diarios

## 1974
- Lygia Fagundes Telles, Romance
- Elias José, Cuentos/crónicas/novelas
- José Paulo Moreira da Fonseca, Poesía
- Nelly Novaes Coelho, Estudios literarios (Ensayos)
- Pedro Nava, Biografía o memorias
- Cristina de Queiroz, Autor revelación - Literatura adulta
- Maria Thereza Cunha de Giacomo, Literatura infantil
- Mário Guimarães Ferri, Ciencias naturales, Ecología
- Paul Eydoux, Mejor producción editorial
- Roldão Mendes Rosa, Mejor crítica o noticia literaria diarios

## 1975
- Adonias Filho, Romance
- Caio Porfírio Carneiro, Cuentos/crónicas/novelas
- Mauro Motta, Poesía
- Ataliba Nogueira, Estudios literarios (Ensayos)
- Raimundo Menezes, Biografía o memorias
- Roberto Drummond, Autor revelación - Literatura adulta
- Edy Lima, Literatura Infantil
- L. C. U. Junqueira e Sérgio L. M. Salles-Filho, Ciencias naturales
- Enciclopédia Mirador, Mejor producción editorial
- Roberto Fontes Gomes, Mejor crítica o noticia literaria diarios

## 1976
- Ivan Ângelo, Romance
- Regina Célia Colônia, Cuentos/crónicas/novelas
- Yone Giannetti Fonseca, Poesía
- Lívio Xavier, Estudios literarios (Ensayos)
- Paulo Duarte, Biografía o memorias
- Raduan Nassar, Autor Revelación - Litertaura adulta
- Ofélia Fontes e Narbal Fontes, Literatura infantil
- Pietro Maria Bardi, Mejor producción editorial - obra avulsa
- Álvaro Alves de Faria, Mejor crítica o noticia literaria diarios

## 1977
- Herberto Sales, Romance
- Domingos Pellegrini Júnior, Cuentos/crónicas/novelas
- Domingos Carvalho da Silva, Poesía
- Wilson Martins, Estudios literarios (Ensayos)
- Afonso Arinos de Mello Franco, Biografía o memorias
- Paulo Emílio Salles Gomes, Autor revelación - Literatura adulta
- Wander Piroli, Literatura infantil
- Marcelo de Moura Campos, Ciencias exactas
- Raul Pompéia, Mejor producción editorial - Obra avulsa

## 1978
- Clarice Lispector, Romance
- Hermann José Reipert, Cuentos/crónicas/novelas
- Adélia Prado, Poesía
- Roberto Schwarcz, Estudios literarios (Ensayos)
- Paulo Duarte, Biografía o memorias
- José Miguel Wisnik, Autor revelación - Literatura adulta
- Ana Maria Machado, Literatura infantil
- Wilson Martins, Ciencias humanas (excepto letras)
- Elon Lages Lima, Ciencias exactas
- Edson Pereira dos Santos, Ciencias naturales
- Milton Vargas, Ciencias (Tecnología)
- Hans Reichardt, Traducción de obra científica
- Omar Kayyann, Mejor producción editorial - obra avulsa
- Renee Lefreve e F.L. Fonseca, Mejor libro de arte
- Antônio Cândido, Personalidad literaria del año

## 1979
- Mário Donato, Romance
- Sônia Coutinho, Cuentos/crónicas/novelas
- Leila Coelho Frota, Poesía
- Davi Arrigucci Júnior, Estudios literarios (Ensayos)
- Cyro dos Anjos, Biografía o memorias
- Augusto de Campos, Traducción de obra literária
- Joel Rufino dos Santos, Literatura infantil
- Adofo Crippa, Ciencias humanas (excepto letras)
- Cláudio Luchesi, Tomaz Kowaltowski, Janos Simon, Imre Simon e Istvam Simon, Ciencias exactas
- Mário Guimarães Ferri, Ciencias naturales
- Maurício Prates de Campos Filho, Ciencias (Tecnología)
- Eugênio Amado, Traducción de obra científica
- Hélio Pólvora e Telmo Padilha, Mejor producción editorial - obra avulsa
- Mário de Andrade, Mejor libro de arte
- Correio do Povo, Mejor crítica o noticia literaria diarios
- Martha Azevedo Pannuzio, Premio Jannart Moutinho Ribeiro
- Alceu Amoroso Lima, Personalidad literaria del año

## 1980
- Fernando Sabino, Romance
- Modesto Carone, Cuentos/crónicas/novelas
- Sebastião Uchoa Leite, Poesía
- Sérgio Buarque de Holanda, Estudios literarios (Ensayos)
- Fernando Gabeira, Biografía o memorias
- Mário Leônidas Casanova, Autor revelación - Literatura adulta
- Bruno Palma, Traducción de obra literaria
- Elvira Vigna, Literatura infantil
- Haroldo Bruno, Literatura juvenil
- Eduardo Etzel, Ciencias humanas (excepto letras)
- Marcelo de Moura Campos, Ciencias exactas
- José Hortêncio de Medeiros Sobrinho, Ciencias naturales
- Luiz Geraldo Mialhe, Ciencias (Tecnología)
- Bernard Aubert, Traducción de obra científica
- Afonso Ávila, João Marcos Contijo y Reinaldo Guedes, Mejor producción editorial - Obra avulsa
- Jornal do Brasil, Rádio Jovem Pan, Revista Veja y TV Cultura, Mejor crítica o noticia literaria diarios
- Ary Quintela, Prêmio Jannart Moutinho Ribeiro
- Gilberto Freyre, Personalidad literaria del año

## 1981
- Dyonélio Machado, Novela
- José J. Veiga, Cuentos/crónicas/novelas
- Rubens Rodrigues Filho, Poesía
- Gilda de Mello e Souza, Estudios literarios (Ensayos)
- Alfredo Sirkis, Biografía o memorias
- João Gilberto Noll, Autor revelación - Literatura adulta
- Martha Calderaro, Traducción de obra literaria
- Mirna Pinsk, Literatura infantil
- Carlos Moraes, Literatura juvenil
- Nicolas Boer, Ciencias humanas (excepto letras)
- Luciano Francisco Pacheco do Amaral, Ciencias exactas
- Antônio Branco Lefrève y Aron Judka Diament, Ciencias naturales
- Rubens Guedes Jordão, Ciencias (Tecnología)
- Antônio Brito da Cunha y Mário Guimarães Ferri, Traducción de obra científica
- Walmir Ayala, Mejor producción editorial - obra avulsa
- Carlos Roberto Maciel Levy, Mejor libro de arte
- Jornal da Tarde, Mejor crítica o notícia literaria - diario
- Rádio Gazeta, Mejor Crítica o noticia literaria - radio
- Revista Veja, Mejor Crítica o noticia literaria - revista
- Rede Globo, Mejor Crítica o noticia literaria - televisión
- Naumin Aizes, Prêmio Jannart Moutinho Ribeiro
- Mário Quintana, Personalidad literaria del año

## 1982
- Sylviano Santiago, Romance
- Autran Dourado, Cuentos/crónicas/novelas
- Francisco Alvim, Poesía
- Adélia Bezerra de Menezes, Estudios literarios (Ensayos)
- Frei Betto, Biografía o memorias
- Marilene Felinto, Autor revelación - Literatura adulta
- Ismael Cardim, Traducción de obra literaria
- Sérgio Caparelli, Literatura infantil
- João Carlos Marinho, Literatura juvenil
- Aracy Amaral, Ciencias humanas (excepto letras)
- Remolo Ciola, Ciencias exactas
- Breno Augusto dos Santos, Ciencias naturales
- Eugênio Amado, Traducción de obra científica
- Hernâni Donato, Mejor producción editorial - Obra avulsa
- Ziraldo Alves Pinto, Mejor libro de arte
- Jornal do Brasil, Mejor crítica o noticia literaria - diario
- Rádio Excelsior, Mejor crítica o noticia literaria - radio
- Revista Isto É, Mejor crítica o noticia literaria - revista
- TV Cultura, Mejor crítica o noticia literaria - televisión
- Roberto Gomes, Premio Jannart Moutinho Ribeiro
- Josué Montello, Personalidad literaria del año

## 1983
- José J. Veiga, Romance
- Sérgio Sant'Anna, Cuentos/crónicas/novelas
- Orides Fontela, Poesía
- Boris Schaiderman, Estudios literarios (Ensayos)
- Rudá de Andrade, Biografía o memorias
- Marcelo Rubens Paiva, Autor revelación - Literatura adulta
- José Paulo Paes, Traducción de obra literaria
- Sílvia Orthof, Literatura infantil
- Bartolomeu Campos Queiroz, Literatura juvenil
- Sérgio Caparelli, Ciencias humanas (excepto letras)
- Tomaz Kowaltowski, Ciencias exactas
- Eduardo Celestino Rodrigues, Ciencias (Tecnología)
- Regina Yolanda, Ilustraciones
- Donato Mello Júnior, Mejor libro de arte
- Jornal da Tarde, Mejor crítica o noticia literaria - diario
- Rádio Excelsior, Mejor crítica o noticia literaria - radio
- Revista Visão, Mejor crítica o noticia literaria - revista
- TV Cultura, Mejor crítica o noticia literaria - televisión
- Luís Dias Cobra, Premio Jannart Moutinho Ribeiro
- Pedro Nava, Personalidad literaria del año

## 1984
- Rubem Fonseca, Romance
- Caio Fernando Abreu, Cuentos/crónicas/novelas
- Hilda Hilst, Poesía
- Flávio Aguiar, Estudios literarios (Ensayos)
- Nancy Fernandes e Maria Teresa Vargas, Biografía o memorias
- Iola de Oliveira Azevedo, Autor revelación - Literatura adulta
- Paulo Rónai, Traducción de obra literaria
- Camila Cerqueira César, Literatura infantil
- Jane Tutikian, Literatura juvenil
- Dino Preti, Ciencias humanas (excepto letras)
- Ricardo Mane, Ciencias exactas
- Celso Penteado Serra, Ciencias (Tecnología)
- W. R. Lodi e A. A. Simões, Traducción de obra científica
- Walter Ono, Ilustraciones
- Folha de São Paulo, Mejor crítica o noticia literaria - diario
- Rádio USP, Mejor crítica o noticia literaria - radio
- Revista Fatos e Fotos, Mejor crítica o noticia literaria - revista
- TV Cultura, Mejor crítica o noticia literaria - televisión

## 1985
- João Ubaldo Ribeiro, Romance
- Charles Kiefer, Cuentos/crónicas/novelas
- Alphonsus de Guimaraens Filho, Poesía
- Leonardo Arroyo, Estudios literarios (Ensayos)
- Vera D'Horta Beccari, Biografía o memorias
- Flora Sussekind, Autor revelação - Literatura adulta
- Aila de Oliveira Gomes, Traducción de obra literaria
- Luís Galdino, Literatura infantil
- Giselda Laporta Nicoles e Ganymédes José, Literatura juvenil
- Antônio Paim, Ciencias humanas (excepto letras)
- J. Berroca, M. Assumpção, R. Antezana y C. M. Dias Neto, Ciencias exactas
- Pedro da Silva Telles, Ciencias (Tecnología)
- Maria da Penha Villalobos y Lolio Lourenço Oliveira, Traducción de obra científica
- Tato, Ilustraciones
- O Globo, Mejor crítica o noticia literaria - diario
- Rádio USP, Mejor crítica o noticia literaria - radio
- Revista Veja, Mejor crítica o noticia literaria - revista
- TV Globo, Mejor crítica o noticia literaria - televisión

## 1986
- Rubem Mauro Machado, Romance
- Sérgio Sant'Anna, Cuentos/crónicas/novelas
- Armando Freitas Filho, Poesía
- José Paulo Paes, Estudios literarios (Ensayos)
- Joel Silveira, Biografía o memorias
- Antônio Fernando de Franceschi, Autor revelación - Literatura adulta
- Péricles Eugênio da Silva Ramos, Traducción de obra literaria
- Pedro Bandeira, Literatura infantil
- Mustafá Yazbek, Literatura juvenil
- Mariano Carneiro da Cunha, Ciencias humanas (excepto letras)
- Magda Adelaide Lombardo, Ciencias (Tecnología)
- Waldiane Cossermelli Velluntini, Traducción de obra científica
- Luís Camargo, Ilustraciones
- Folha de São Paulo, Mejor crítica o noticia literaria - diario
- Rádio Jovem Pan, Mejor crítica o noticia literaria - radio
- Revista Veja, Mejor crítica o noticia literaria - revista
- TV Globo, Mejor crítica o noticia literaria - televisión

## 1987
- Maria Adelaide Amaral, Romance
- Ilka Brunhilde Laurito, Poesía
- Benedito Nunes, Estudios literarios
- Arthur Rosenblant Nestrovski, Autor revelación
- José Lino Grünewald, Traducción
- Maria Heloísa Penteado, Literatura infantil
- Antônio Barros de Castro y Francisco Pires Souza, Ciencias humanas
- Augusto Ruschi, Ciencias naturales
- Helena Alexandrino, Ilustraciones

## 1988
- Emil Farhat, Romance
- Moacyr Scliar, Cuentos/crónicas/novelas
- Antônio Fernando de Franceschi, Poesía
- Roberto Schwarcz, Estudios literarios (Ensayos)
- Ana Carolina Medeiros Assed, Autor revelación - Literatura adulta
- José Paulo Paes, Traducción de obra literaria
- Vilma Areas, Literatura infantil
- José Mariano Amabis y Gilberto Rodrigues Martho, Ciencias naturales
- Waldiane Cossermelli Velluntini, Traducción de obra científica
- Ciça Fittipaldi, Ilustraciones
- Oswald de Andrade, Mejor producción editorial - obra avulsa
- Thaís Guimarães, Mejor producción editorial - infantil/juvenil
- Jornal da Tarde, Mejor crítica o noticia literaria - diario
- Rádio Eldorado, Mejor crítica o noticia literaria - radio
- Revista Veja, Melhor crítica ou notícia literária - revista
- TV Globo, Mejor crítica o noticia literaria - televisión

## 1989
- Maria Alice Barroso y Renato Modernell, Romance
- Caio Fernando Abreu, Cuentos/crónicas/novelas
- Francisco Alvim y Alice Ruiz, Poesía
- Celso Lafer, Estudios literarios (Ensayos)
- João Moura Júnior, Autor revelación - Literatura adulta
- José Lino Grünewald y Modesto Carone, Traducción de obra literaria
- Ricardo Azevedo, literatura infantil
- Vivina de Assis Viana, literatura juvenil
- Ary D'Azul e outros, Ciencias - Tecnología
- Helena Alexandrino, Ilustraciones

## 1990
- Milton Hatoum, Romance
- Diogo Mainardi, Cuentos/crónicas/novelas
- Manoel de Barros, Poesía
- João Adolfo Hansen, Estudios literarios (Ensayos)
- Ana Miranda, Autor revelación - Literatura adulta
- Paulo César Souza, Traducción de obra literaria
- Ruth Rocha, Literatura infantil
- Ilka Brunhilde Laurito, Literatura juvenil
- Olgária Matos, Ciencias humanas (excepto letras)
- Ciça Fittipaldi, Ilustraciones
- Nelson B. Peixoto y João M. Sales, mejor producción editorial - obra avulsa
- Ziraldo, Mejor producción editorial - infantil/juvenil
- Ettore Bottini, Tapista

## 1991
- Zulmira Ribeiro Tavares, Romance
- Rosa Amanda Strauz, Cuentos/crónicas/novelas
- Affonso Ávila, Poesía
- José Murilo de Carvalho, Estudios literarios - ensayos
- Haroldo de Campos, Traducción de obra literaria
- José Paulo Paes, Literatura infantil
- Ricardo Azevedo, Literatura juvenil
- Luiz Maia, Ilustraciones
- Tatiana Belinky, Mejor producción editorial - infantil/juvenil
- Moema Cavalcanti, Tapista

## 1992
- Chico Buarque de Holanda, Romance
- Carlito Azevedo, Poesía
- João José Reis, Estudios literarios - ensayos
- Ivo Barroso, Tradução de obra literária
- Stella Carr, Literatura juvenil
- Samia M. Tauk/Nivar Gobbi/Haroldo G. Fowler (organizadores), Ciencias naturales
- Graça Lima, Ilustraciones
- Vinícius de Moraes, Mejor producción editorial - obra colección
- Alexandre Martins Fontes, Tapista

## 1993
- Filomena(?), Rachel de Queiroz, João Silvério Trevisan, José J. Veiga, Moacyr Scliar y Silviano Santiago, Romance
- Vilma Areas, João Antônio, Otto Lara Rezende, Rubem Fonseca y Charles Kiefer, Cuentos/crónicas/novelas
- Arnaldo Antunes, Moacyr Amâncio, Carlos Drummond de Andrade, Haroldo de Campos/Inês Oseki-Depré y João Cabral de Mello Neto, Poesía
- Octavio Ianni, Antônio Cândido, Jerusa Pires Ferreira, Alberto Dines y Leyla Perrone-Moysés, Estudios literarios - ensayos
- Carlos Nougue, Eric Nepomuceno, Barbara Heliodora, M. Hashimoto y Augusto de Campos, Traducciones
- Angela Carneiro, Marina Colasanti, Lygia Bojunga Nunes, João Guimarães Rosa y Angelo Machado, Literatura infantil/juvenil
- Eni Puccinelli Orlandi, Alfredo Bosi, Manuela Carneiro da Cunha, José de Souza Martins y Adauto Novaes, Ciencias humanas (excepto letras)
- Djalma Nunes Paraná, Ademaro A. M. B. Cotrim, Paulo S. G. Magalhães/Luiz A. B. Cortez, Antônio N. Yossef/Vicente P. Fernandez y Bongiovani/Vissoto/Laureano, Ciencias exactas
- Kenitiro Suguio, Leonor Patrícia Morellato, Paulo Eiro Gonsalves, Irany Novah Moraes, José R. C. Brás y Yara M. M. Castiglia, Ciencias naturales
- Luiz Carlos Bresser Pereira, Vera Thorstensen, Gutemberg de Macedo, Idalberto Chiavenato y Vera Helena M. Franco, Economía, administración y negocios
- Rubens Matuck, Roger Mello, Cláudio Martins, Helena Alexandrino y Eva Furnari, Ilustraciones
- Italo Calvino, Ruth Rocha y Otávio Roth, Mejor producción editorial - obra colección
- Ângela Lago, Maria José Palo, Ruth Rocha, Otávio Roth, Jean Marzollo y José Paulo Paes, Mejor producción editorial - infantil/juvenil
- Georgina O'Hara, Manuela Carneiro da Cunha, Anna Bittencourt, Ana Mariani y Kazuo Wakabayashi, Mejor producción editorial - libro texto
- Víctor Burton, Hélio Almeida y Moema Cavalcanti, Tapista
- André Barcinski, Gilberto Dimenstein, Luciano Suassuna/Luis Costa Pinto, Caco Barcelos y G. Krieger/Luis A. Novaes/Tales Faria, Reportajes

## 1994
- Isaías Pessoti, João Gilberto Noll y Otto Lara Resende, Romance
- Nelson Rodrigues, Marcos Rey y Hilda Hilst, Cuentos/crónicas/novelas
- Vinícius de Moraes, Rubem Braga, Frederico Barbosa e Marina Colasanti, Poesía
- Marisa Lajolo, Antônio Cândido, Carlos Alberto Cerqueira Lemos, Miriam Moreira Leite y Eduardo Giannetti da Fonseca, Estudios literarios - ensayos
- Leo Cunha, Autor revelação - literatura adulta
- Octavio Paz/Iadir Dupont, Laura Esquivel/Marcelo Cipis, Haroldo de Campos, Robert de Boron/Heitor Megale R. M. Rilk/José Paulo Paes y William Blake/Paulo Vizioli, Traducciones
- Marina Colasanti, Luiz Antônio Aguiar y Jorge Miguel Marinho, Literatura infantil/juvenil
- José de Souza Martins, Guiomar Namo de Mello, y Maria Alice Rosa Ribeiro, Ciencias humanas (excepto letras)
- Elizabeth Hofling/Hélio F. A. Camargo, José Rubens Pirani/Marilda C. Laurino y Walter de Paula Lima, Ciencias naturales
- Geraldo Ávila, Newton da Costa y Jorge M. R. Fazenda, Ciencias exactas y tecnología
- João Paulo dos Reis Velloso, Marco Gouveia de Souza/Arthur Nemer, Roberto Muylaert y Fundação Dom Cabral, Economía, administración y negócios
- Tatiana Belinky, Marcelo Xavier, Ângela Lago e Léo Cunha, Ilustraciones
- Amyr Klink/Hélio de Almeida, Bruno de Menezes y Darlene Dalto/Célia Eid, Mejor producción editorial - obra avulsa
- Laura Esquivel/Marcelo Cipis, Ivan T. Halask/Marina Mayumi y Darlene Dalto/Célia Eid, Tapista
- Yone de Mello, Carlos Amorim e Sérgio Sistre/Ary Diesendruck, Reportajes
- C. Pires/M. Nunes/M. Toledo, Gilberto Dimenstein, D. R. Michaloskey/R. F. Batista Teixeira y Íris Stern, Didáctica

## 1995
- Jorge Amado, João Silvério Trevisan e José Roberto Torero, Romance
- Dalton Trevisan, Regina Rheda e Víctor Giudice, Cuentos/Crónicas/Novelas
- Ivan Junqueira, Bruno Tolentino e Paulo Leminski, Poesía
- José Atílio Vanin, Ricardo Araújo, e José Castello, Estudios Literarios (Ensayos)
- Fulvia Moretto, Eric Nepomuceno e Augusto de Campos, Traducción
- Mirna Pinsky, Angela Lago y Sérgio Capparelli, Literatura Infantil/Juvenil
- Cristovam Buarque, Annateresa Fabris e Alcir Pecora, Ciencias Humanas (excepto letras)
- Antonio P. Barreto/Amanda Sousa, Nelson Papavero y Maria Lea Salgado Labouriau, Ciencias Naturales
- Nelson Fiedler Ferrara/Carmen Cintra do Prado, Luiz de Queiroz Orsini e Cacilda Teixeira Costa, Ciencias Exactas y Tecnología
- Paulo Sandroni, Stephen Charles Kanitz y José Roberto Saviani, Economía, Administración y Negocios
- Rui de Oliveira, Eva Furnari y Ângela Lago, Ilustraciones
- Leonardo Gomes, Víctor Burton y Edmundo França, Tapista
- Fani Bracher, Ana Moraes e Boris Kossoy/Maria Carneiro, Mejor Producción Editorial (Libro Texto)
- Orlando Villas Boas/Cláudio Villas Boas, Zuenir Ventura y Elvis Bonassa/Fernando Rodrigues/Gustavo Krieger, Reportajes
- Marilena Chaui, Boris Fausto e Maria Setubal/Beatriz Lomonaco/Isabel Brunsizian, Didáctica

## 1996
- Ivan Ângelo, Rodrigo Lacerda e Carlos Heitor Cony, Romance
- Lygia Fagundes Telles, Rubem Fonseca e Caio Fernando Abreu, Cuentos
- Leonardo Fróes, Renata Pallottini e Dora Ferreira da Silva, Poesía
- Florestan Fernandes, Ruy Castro, e Maria Eugênia Boaventura, Ensayo
- Sophia Angelides, Paulo César Souza e José Paulo Paes, Traducción
- Graziela Bozano Hetzel, Alberto Martins e Darcy Ribeiro, Literatura Infantil/Juvenil
- Jurandir Freire Costa, Nachman Falbel, Isabel Maria Loureiro e Octávio Ianni, Ciencias Humanas
- C. Cohen/M. Segre (orgs), José Martins Filho y Carlos Augusto Monteiro (org), Ciencias Naturales y Medicina
- Elon Lages Lim, André K. T. Assis e Humberto de Campos (apres), Ciencias Exactas y Tecnología
- Eduardo Giannetti da Fonseca, Sebastião C. Velasco e Cruz e Ferraz/Kupper/Haguenauer, Economía, Administración y Negocios
- Rogério Borges, Helena Alexandrino e Rita Espechit, Ilustración de Libro Infantil o Juvenil
- Roberto de Vicq Cumptich, Alfredo Ceschiatti e Víctor Burton, Tapa
- Virgínia S. Araújo, José Bantim Duarte e Frederico Nasser, Producción Editorial
- Domingos Meirelles, Alex Ribeiro e Modesto Carvalhosa (coord), Reportajes
- Celso P. Luft/Maria H. Corrêa, Douglas Tufano e GEPEC, Didáctica de 1º y 2º Grado

## 1997
- João Gilberto Noll, Fausto Wolff, Flávio Moreira da Costa y Luiz Alfredo Garcia Roza, Romance
- Marina Colasanti, Silviano Santiago e Antônio Carlos Villaça, Cuentos
- Waly Salomão, Thiago de Mello, Carlos Drummond de Andrade, Cecília Meireles e A. B. Mendes Cadaxa, Poesía
- Florestan Fernandes, Ruy Castro, e Maria Eugênia Boaventura, Ensayo
- Décio Pignatari, Mário Pontes e Mário Laranjeira, Traducción
- Ana Maria Machado, Lygia Bojunga Nunes e José Paulo Paes, Literatura Infantil/Juvenil
- Hilário Franco Junior, Milton Santos e Aziz Nacib Ab'Sáber, Ciencias Humanas
- Oswaldo Paulo Forattini, Seizi Oga e Veronesi/Focaccia, Ciencias Naturales y Medicina
- Vidossich/Furlan, Josif Frenkel e Amilcar Baiardi, Ciencias Exactas, Tecnología e Informática
- Roberto Campos, Gesner Oliveira, Francisco Gomes Matos e Bernardo Kucinski, Economía, Administración, Negocios y Derecho
- Roger Mello, Helena Alexandrino e Mariana Massarani, Ilustración de Libro Infantil o Juvenil
- Douglas Canjani (dos publ) y Vande Rotta Gomide, Tapa
- Víctor Burton, Alexandre Dorea Ribeiro y Marcos da Veiga Pereira, Producción Editorial
- Luciana Hidalgo, Marco Antônio Uchôa y José Arbex Junior/C. J. Tognolli, Reportajes
- Ruth Rocha/Anna Flora, G. Giovannetti/M. Lacerda, Jurandir L. S. Ross (org) y Maria Lúcia de Magalhães, Didáctica de 1º y 2º Grado

## 1998
- Carlos Heitor Cony, Márcio Souza e Sérgio Sant'Anna, Romance
- Raduan Nassar, Flávio Moreira da Costa e João Silvério Trevisan, Cuentos y Crónicas
- Alberto da Costa e Silva, Reynaldo Valinho Alvarez e Marly de Oliveira, Poesía
- Marcelo Gleiser, Sacchetta/Azevedo/Camargos e Joaci Pereira Furtado, Ensayo y Biografía
- José Paulo Paes, Rodolfo Ilari y Sebastião Uchoa Leite, Traducción
- Nilma Gonçalves Lacerda, Katia Canton/Maria Tereza Louro e Luciana Sandroni, Literatura Infantil/Juvenil
- Laura M. Souza/Luiz F. Alencastro, Mary Del Priore (org) e Boris Fausto, Ciencias Humanas
- Raimundo N. Queiroz de Leão, Embrapa e Helmut Sick, Ciencias Naturales y Medicina
- Silvio R. A. Salinas, Walter F. Wreszinski e Gilberto G. Garbi, Ciencias Exactas, Tecnología e Informática
- Antonio Dias Leite, Maria da Conceição Tavares/José Luís Fiori (org) e Jacques Marcovitch, Economía, Administración, Negocios y Derecho
- Cia das Letrinhas, Eva Furnari y Ziraldo Alves Pinto, Ilustración de Libro Infantil o Juvenil
- Marcelo Mário, Claudia Warrak y Mariana Fix/Pedro Arantes, Tapa
- Donaldson Garschagen, Marcos da Veiga Pereira y Alexandre Dorea Ribeiro, Producción Editorial
- George Sanguinetti Fellows, Sérgio Vilas Boas y Sebastião Salgado, Reportajes
- Gilberto Dimenstein, Ana P. Laroca/Maria Helena Passador e Silvio Gallo (coord), Didáctica de 1º y 2º Grado

## 1999
- Carlos Nascimento Silva, Sônia Coutinho y Modesto Carone, Romance
- Charles Kiefer, Rubens Figueiredo y João Inácio Padilha, Cuentos y Crónicas
- Haroldo de Campos, Gerardo Mello Mourão e Salgado Maranhão, Poesía
- Editora Globo, Ivo Barroso e Víctor Burton, Traducción
- Ricardo Azevedo (duas publ) e Lourenço Cazarré, Literatura Infantil/Juvenil
- Eduardo Bueno, Hilário Franco Junior e Novais/Sevcenko/Schwarcz, Ciencias Humanas
- Alfredo K. Oyama Homma, Pedro L. B. Lisboa e Lacaz/Porto/Vaccari/Melo, Ciencias Naturales y Medicina
- Márcia Helena Mendes Ferraz, Herch Moysés Nussenzveig y Sônia Pitta Coelho/Francisco César Polcino Milies, Ciencias Exactas, Tecnología e Informática
- Paul Singer, Josué Rios e Celso Furtado, Economía, Administración, Negocios y Derecho
- Roger Mello, Demóstenes Vargas e Roberto Weigand, Ilustración de Libro Infantil o Juvenil
- Marina Nakada/Sidney Itto, Helga Miethke e Víctor Burton, Tapa
- Paulo Malta, Lena Bergstein e Elisa Braga, Producción Editorial
- Simonetta Persichett, Luiz Maklouf Carvalho e Alberto Guzik, Reportajes
- William Roberto Cereja/Thereza Cochar Magalhães, Jayme Brener e Maria Almeida/Zuleika Prado, Didáctica de 1º y 2º Grado

## 2000
- Moacyr Scliar, Flávio Aguiar e Carlos Heitor Cony, Romance
- Raimundo Carrero, Marçal Aquino e Ignacio de Loyola Brandão, Cuentos y Crónicas
- Thiago de Mello, Moacyr Félix e Ferreira Gullar, Poesía
- Alfredo Bosi, Ivan Teixeira y Evaldo Cabral de Mello, Ensayo y Biografía
- Boris Schnaiderman/Nelson Ascher, Italo Eugênio Mauro y Marcos de Castro, Traducción
- José Paulo Paes, Ângela Lago y Ana Maria Machado, Literatura Infantil/Juvenil
- Marilena Chaui, Guita Grin Debert e Boris Fausto (org), Ciencias Humanas y Educación
- Luis Rey, M. Batlouni/J. Ramires e N. Ghorayeb/T. Barros, Ciencias Naturales y Salud
- Herch Moysés Nussenzveig (org), T. Quirino/L. Irias/J. Wright e Walter J. Maciel, Ciencias Exactas, Tecnología e Informática
- Luiz Fernando da S. Pinto, F. Gianbiagi/A. C. Alem e Paulo Sandroni (org), Economía, Administración, Negocios y Derecho
- Nilton Bonder, Luiz Carlos Susin (org) y João Evangelista M. Terra, Religión
- Diniz/Marilu/Sávia/Ângela/Martha Raquel Coelho y Marilda Castanha, Ilustración de Libro Infantil o Juvenil
- Daniela Fechheimer, Elias Ramos y Adriana Moreno (escritora), Tapa
- Sônia Fonseca, Alexandre Dórea Ribeiro y Marcos da Veiga Pereira, Producción Editorial
- Drauzio Varella, Flávio Tavares y Mário Sérgio Conti, Reportajes
- Montellato/Cabrini/Catelli, Maria Gonçalves (coord) y Sette/Paulino/Starling, Didáctica
- Menalton Braff, Libro del Año Ficción

## 2001
- Milton Hatoum, Patrícia Melo y Domingos Pellegrini, Romance
- Mario Pontes, Rodolfo Konder y Lygia Fagundes Telles, Cuentos y Crónicas
- Anderson Braga Horta, Lêdo Ivo e Alberto da Costa e Silva, Poesía
- Ronaldo Rogério de Freitas Mourão, Renato Janine Ribeiro e Marcos Antonio de Moraes (org), Ensayo y Biografía
- Rûmi, Sófocles e François Villon, Traducción
- Nelson Cruz, Ricardo da Cunha Lima e Ângela Lago, Literatura Infantil/Juvenil
- Boaventura de Sousa Santos, Marcelo Lopes de Souza y Leonardo Affonso de Miranda Pereira, Ciencias Humanas
- Francisco José Becker Reifschneider (org), Antonio Tadeu/Maria Olivia/Nelson Ribeiro y Orestes Vicente Forlenza/Paulo Caramelli, Ciencias Naturales
- Amâncio Friaça/Elisabete Dal Pino/Laerte Sodré/Vera Pereira (org), Lineu Bélico dos Reis/Semida Silveira (org) e Augusto Carlos de Vasconcelos, Ciencias Exactas
- Antônio Corrêa de Lacerda (org), Reinaldo Gonçalves y Luiz Fernando da Silva Pinto, Economía, Administración u Negocios
- Paulo Bonfatti, Leila Amaral y Antonio Magalhães, Religión
- Raquel Coelho, Marcelo Xavier y Angela Lago, Ilustración Infantil
- Nair de Paula Soares, Víctor Burton y João Baptista de Aguiar, Tapa
- Ricardo Assis, Editora Nova Fronteira e Lélia W. Salgado, Producción Editorial
- Carlos Cartaxo, Fernando Morais e José Carlos Blat/Sérgio Saraiva, Reportajes
- Valdemar Vello/Mônica Colucci, Editora Scipione y UnB, Didáctica Enseñanza Fundamental

## 2002
- Manoel de Barros, libro del año ficción
- Ruth Rocha/Anna Flora, libro del año no-ficción
- Rubens Figueiredo, romance
- Fernando Sabino, cuentos e crónicas
- Claudia Roquette-Pinto, poesía
- José Paulo Paes, Poesía - categoría especial
- Haroldo de Campos, Traducción
- Roger Mello, Literatura Infantil/Juvenil
- Lucia Santaella, Teoría Literaria Lingüística
- István Jancsò/Iris Kantor (org), Ciencias Humanas
- Tânia Ferreira, Educación y Psicología
- Sergio Dario Seibel/Alfredo Toscano Jr., Ciencias Naturales y de la Salud
- Marcelo Gleiser, Ciencias Exactas, Tecnología e Informática
- Marcio Pochmann, Economía, Administración, Negocios y Derecho
- Roger Mello, Ilustración Infantil y Juvenil
- Raul Loureiro, Tapa
- Víctor Burton, Producción Editorial
- Claudio Bojunga, Reportajes y Biografía
- Armênio Uzunian/Ernesto Birner, Didáctica 1º y 2º Grado

## 2003
- Arthur Nestrovski, Libro del Año Ficción
- João Paulo Capobianco (coord), Libro del Año No-ficción
- Ana Miranda, Romance
- Rubem Fonseca, Cuentos y Crónicas
- Bruno Tolentino, Poesía
- Jacques Vissoky, Premio Unión Latina-CBL de Traducción Científica y Técnica
- Arthur Nestrovski, Literatura Infantil/Juvenil
- Susana Kampff Lages, Teoría Literária Lingüística
- Alberto da Costa e Silva, Ciencias Humanas
- Leonardo Posternak, Educación y Psicología
- João Paulo Capobianco (coord), Ciencias Naturales y de la Salud
- Luiz Bruner de Miranda/Belmiro Mendes de Castro/Björn Kjerfve, Ciencias Exactas, Tecnología e Informática
- João Paulo dos Reis Velloso (coord), Economía, Administración, Negocios y Derecho
- Graça Lima/Mariana Massarani, Ilustración Infantil o Juvenil
- Paula Astiz, Tapa
- Raul Loureiro, Proyecto/Producción Editorial
- José Inacio de Melo Souza, Reportajes y Biografía
- Luciana Salles Worms/Wellington Borges Costa, Didáctica de Enseñanza Fundamental/Media
- Sérgio Kobayashi/Expedição Vaga-Lume, Premio Amigo del Libro

## 2004
- Donaldo Schuller, Traducción
- Pós Imagem Design, Arquitectura e Urbanismo, Comunicación y Artes
- Maria Apparecida Bussolotti (org.), Teoría/Crítica Literaria
- Carlito Carvalhosa, Arnaldo Antunes y Marcia Xavier, Proyecto/Producción Editorial
- Ivan Zigg, Ilustración de libro infantil o juvenil
- José Rodrigues de Carvalho Netto, Economía, Administración, Negocios y Derecho
- Vera Masagão Ribeiro, Educación, Psicología y Psicoanálisis
- Caco Barcellos, Reportajes y Biografía
- Nereide Schilaro Santa Rosa, Didáctica o Paradidáctica de Enseñanza Fundamental o Media
- Vera Rosenthal, Tapa
- Alexei Bueno, Poesía
- Francisco de Oliveira, Ciencias Humanas
- Oswaldo Pessoa Júnior, Ciencias Exactas, Tecnología e Informática
- Protásio da Luz, Francisco Laurindo y Antônio Chagas, Ciencias Naturales y de la Salud
- Sérgio Sant’Anna, Cuentos y Crónicas
- Marco Túlio Costa, Infantil o Juvenil
- Bernardo de Carvalho, Romance
- Caco Barcellos, Libro del Año No-Ficción
- Chico Buarque, Libro del Año Ficción

## 2005
- Ivan Junqueira, Traducción
- João Candido Portinari y Projeto Portinari, Arquitectura y Urbanismo, Comunicación y Artes
- Marli Fantini, Teoría/Crítica Literaria
- Beth Kok, Proyecto/Producción Editorial
- Roger Mello, Ilustración de libro infantil o juvenil
- Francisco Alberto Madia de Sousa, Ciencias Exactas, Tecnología, Informática, Economía, Administración, Negocios y Derecho
- Gustavo Ioschpe, Educación, Psicología y Psicoanálisis
- Klester Cavalcanti, Reportajes y Biografía
- Charles Feitosa, Didáctica o Paradidáctica de Enseñanza Fundamental o Media
- Víctor Burton, Tapa
- Dora Ferreira da Silva, Poesía
- Aziz Nacib Ab'Saber, Ciencias Humanas
- Luis Mir (org), Ciencias Naturales y de la Salud
- Alcione Araújo, Cuentos y Crónicas
- Nélida Piñón, Romance
- Ângela Lago, Infantil
- Sérgio Caparelli, Juvenil
- Francisco Alberto Madia de Sousa, Libro del Año No-Ficción
- Nélida Piñón, Libro del Año Ficción

## 2006
- Mamede Mustafa Jarouche, Mejor Traducción
- Nubia Melhem Santos, Maria Isabel Lenzi y Cláudio Figueiredo, Mejor Libro de Arquitectura y Urbanismo, Fotografía, Comunicación y Artes
- Márcio Seligmann-Silva, Mejor Libro de Teoría/Crítica Literaria
- Antonio Gilberto Costa (Org.) / New Design, Mejor Proyecto/Producción Editorial
- Eva Furnari, Mejor Ilustración de Libro Infantil o Juvenil
- Heleno Bolfarine e Wilton O. Bussab, Mejor Libro de Ciencias Exactas, Tecnología e Informática
- Tales Am Ab Sáber, Mejor Libro de Educación, Psicología y Psicoanálisis
- Taís Morais e Eumano Silva, Mejor Libro de Reportajes
- Cenpec - Centro de Estudos e Pesquisas em Educação, Cultura e Ação Comunitária, Mejor Libro Didáctico y Paradidáctico de Enseñanza Primaria y Media
- Eduardo Felipe P. Matias, Mejor Libro de Economía, Administración, Negocios y Derecho
- Ruy Castro, Mejor Libro de Biografía
- Elaine Ramos, Mejor tapa
- Affonso Romano de Sant`Anna, Mejor Libro de Poesía
- Domingos Meirelles, Mejor Libro de Ciencias Humanas
- Fernando Nobre; Carlos V. Serrano Jr., Mejor Libro de Ciencias Naturales y Ciencias De la Salud
- Marcelino Freire, Mejor Libro de Cuentos y Crónicas
- Gabriel O Pensador, Mejor Libro Infantil
- Jorge Miguel Marinho, Mejor Libro Juvenil
- Milton Hatoum, Mejor Libro de Romance

- Milton Hatoum, Libro del Año Ficción
- Ruy Castro, Libro del Año No-Ficción

## 2007
Vencedores:
1 - Traducción
- 1º - O Terceiro Livro dos Fatos e Ditos Heroicos do Bom Pantagruel - Élide Valarini Oliver - Editora da Unicamp
- 2º - Passagens - Walter Benjamin - Willi Bole (Org.) - Imprensa Oficial do Estado de São Paulo
- 3º - Indícios Flutuantes (Poemas) / Marina Tsvetáieva - Aurora Fornoni Bernardini - Martins Editora Livraria

2 - Arquitectura y Urbanismo, Fotografía, Comunicación y Artes
- 1º - O Design Gráfico Brasileiro: Anos 60 - Chico Homem de Melo - Cosac Naify Edições
- 2º - Frans Post (1612-1680) Obra Completa - Bia e Pedro Corrêa do Lago - Capivara Editora
- 3º - Calder no Brasil - Roberta Saraiva - Cosac Naify Edições

3 - Teoría / Crítica Literaria
- 1º - História, Ficção e Literatura - Luiz Costa Lima - Companhia das Letras
- 2º - Bilac, o Jornalista (Vol. 1, 2 e 3) - Antonio Dimas (Ed.) - Imprensa Oficial do Estado de São Paulo
- 3º - Poéticas da Transgressão: Vanguarda e Cultura Popular nos Anos 20 na América Latina - Viviana Gelado - 7 letras e Edufscar

4 - Proyecto Gráfico
- 1º - Arquivinho de Otto Lara Resende - Mariana Lara - Bem-Te-Vi Produções Literárias
- 2º - MAM na Oca - Arte Brasileira do Acervo do Museu de Arte Moderna de São Paulo - Carlito Carvalhosa, Martha Tadaieski, Ana Basaglia - Luiz Carlos C. G. Carvalhosa
- 3º - Margaret Mee - PVDI - Artepadilla

5 - Ilustración de Libro Infantil o Juvenil
- 1º - Lampião e Lancelote - Fernando Vilela - Cosac Naify Edições
- 2º - Cores das Cores - Marcelo Cipis - Cosac Naify Edições
- 3º - Contos de Grimm - Branca de Neve e Rosa Vermelha e Outras Histórias - Suppa - Editora Manole

6 - Ciencias Exactas, Tecnología e Informática
- 1º - Lógica para Computação - Flávio Soares Corrêa da Silva, Marcelo Finger e Ana Cristina Vieira de Melo - Thomson Learning Edições
- 2º - Física Moderna - Francisco Caruso Neto e Vitor Oguri - Elsevier Editora
- 3º - Computabilidade, Funções Computáveis, Lógica e os Fundamentos da Matemática - Walter Carnielli - Fundação Editora da Unesp

7 - Educación, Psicología y Psicoanálisis
- 1º - Moral e Ética: Dimensões Intelectuais e Afetivas - Yves de La Taille - Artmed Editora
- 2º - Cultura Solidária em Cooperativas: Projetos Coletivos de Mudança de Vida - Paulo de Salles Oliveira - Editora da Universidade de São Paulo
- 3º - Filhos Crescidos, Pais Enlouquecidos - Maurício de Souza Lima - Editora Landscape

8 - Reportaje
- 1º - A Vida que Ninguém Vê - Eliane Brum - Arquipélago Editorial
- 2º - O Nome da Morte - Klester Cavalcanti - Planeta do Brasil
- 3º - Políticos do Brasil - Fernando Rodrigues - Publifolha

9 - Didáctica y Paradidáctica de Enseñanza Fundamental de Media
- 1º - África e Brasil Africano - Mariana de Mello e Souza - Editora Ática
- 2º - Pintura Aventura - Katia Canton - Editora DCL - Difusão Cultural do Livro
- 3º - Como Fazíamos Sem... - Bárbara Soalheiro - Editora Original (Panda Books)

10 - Economía, Administración y Negocios
- 1º - Celso Furtado e o Século XXI - Fernando José Cardim de Carvalho, João Sabóia - Editora Manole
- 2º - Economía da Cultura e Desenvolvimento Sustentável - Ana Carla Fonseca Reis - Editora Manole
- 3º - Economía da Inovação Tecnológica - Víctor Peláez & Tamás Szmrecsányi - Aderaldo & Rothschild Editores

11 - Derecho
- 1º - Curso de História do Direito - José Reinaldo de Lima Lopes, Rafael Mafei Rabelo Queiroz, Thiago dos Santos Acca - Editora Método
- 2º - Coleção Professor Gilmar Mendes - André Ramos Tavares (Vol. 1), Dimitri Dimoulis (Vol. 2) e Paulo Ferreira da Cunha (Vol. 3)]] - Editora Método
- 3º - Processo e Constituição - Estudos em Homenagem ao Professor José Carlos Barbosa Moreira - Coord.: Luiz Fux, Nelson Nery Jr. e Teresa Arruda Alvim Wambier - Editora Revista dos Tribunais

12 - Biografía
- 1º - Anita Malfatti - Biografía e Estudo da Obra - Marta Rossetti Batista - Editora 34
- 2º - O Inimigo do Rei: uma Biografía de José de Alencar ou a Mirabolante Aventura de um Romancista que Colecionava Desafetos, Azucrinava D. Pedro II e Acabou Inventando o Brasil - Lira Neto - Editora Globo
- 3º - Paulo Freire: uma História de Vida - Ana Maria Araújo Freire - Villa das letras editora

13 - Tapa
- 1º - Ferdydurke - Elisa Cardoso - Companhia das letras
- 2º - Lampião e Lancelote - Luciana Facchini - Cosac Naify Edições
- 3º - 50 Poemas Escolhidos pelo Autor - Elaine Ramos - Cosac Naify Edições

14 - Poesía
- 1º - Cantigas do Falso Alfonso El Sabio - Affonso Ávila - Ateliê Editorial
- 2º - Cântico para Soraya - Neide Archanjo - A Girafa Editora
- 3º - Raro Mar - Armando Freitas Filho - Companhia das letras
- Homenagem Póstuma em Poesía: A Imitação do Amanhecer - Bruno Tolentino - Editora Globo

15 - Ciencias Humanas
- 1º - Latinoamericana: Enciclopédia Contemporânea da América Latina e do Caribe - Ivana Jinkings / Emir Sader - Boitempo Editorial
- 2º - Arquitetura e Trabalho Livre - Sérgio Ferro - Cosac Naify Edições
- 3º - O Sol e a Sombra - Laura de Mello e Souza - Companhia das letras

16 - Ciencias Naturales y Ciencias de la Salud
- 1º - Tratado de Clínica Médica - Antônio Carlos Lopes - Editora Roca
- 2º - Ecossistemas do Brasil - Aziz Nacib Ab'Sáber e Luiz Cláudio Marigo - Metalivros
- 3º - Células-Tronco: uma Nova Fronteira da Medicina - Marco Antônio Zago; Dimas Tadeu Covas - Editora Atheneu

17 - Cuentos y Crónicas
- 1º - Resmungos - Ferreira Gullar - Imprensa Oficial do Estado de São Paulo
- 2º - A Casa da Minha Vó e Outros Contos Exóticos - Artur Oscar Lopes - Edições Inteligentes
- 3º - O Volume do Silêncio - João Anzanello Carrascoza - Cosac Naify Edições

18 - Infantil
- 1.º - Lampião e Lancelote - Fernando Vilela - Cosac Naify Edições
- 2º - João por um Fio - Roger Mello - Companhia das letras
- 3º - Felpo Filva - Eva Furnari - Editora Moderna

19 - Juvenil
- 1º - Adeus Conto de Fadas - Leonardo Brasiliense - 7 letras
- 2º - Ciumento de Carteirinha - Moacyr Scliar - Editora Ática
- 3º - Alice no Espelho - Laura Bergallo - Edições SM (empate)
- 3º - O Melhor Time do Mundo - Jorge Viveiros de Castro - Cosac Naify Edições (empate)

20 - Romance
- 1º - Desengano - Carlos Nascimento Silva - Agir Editora
- 2º - Vista Parcial da Noite - Luiz Ruffato - Editora Récord
- 3º - Pelo Fundo da Agulha - Antônio Torres - Editora Récord